# ذباب العث المتناظر
ذباب العث المتناظر (الاسم العلمي:Psychoda symmetrica) هو نوع من الحشرات يتبع جنس فراشي المظهر من فصيلة فراشيات المظهر.